# UNPROFOR
UNPROFOR je akronim za eng. United Nations PROtection FORces – Zaštitne snage Ujedinjenih Naroda, osnovane 21. veljače 1992. ezolucijom 743 Vijeća sigurnosti, a raspuštene 31. ožujka 1995.(formiran je UNCRO)
Ti su naoružani "čuvari mira" UN-a bili pod kontrolom Vijeća sigurnosti, a od oko 39.000 UNPROFOR-ovih vojnika iz svih zemalja svijeta, u misiji ih je poginulo 320.
UNPROFOR je, uz IPKF, MFO i UNAMIR, jedna od misija koja je formirana da služi jednom od osnovnih ciljeva UN-a: "održati međunarodni mir i sigurnost".
UNPROFOR je za svoje misije u Hrvatskoj u vrijeme velikosrpske agresije i okupacije nerijetko bio optuživan za pristranost prema pobunjenim hrvatskim Srbima. Primjerice, 6. rujna 1993. Hrvatska vojska je pred novinarima optužila UNPROFOR da se na zadarskom bojištu razmješta uz četničke položaje kako bi ih zaštitio od eventualnih hrvatskih odgovora na sve češću pucnjavu iz topova i minobacača.
Dolazak mirovnih snaga prorijedio je ratne sukobe i razorne napade na hrvatske gradove te osigurao primirje na svim bojištima; međutim, ostale preuzete obveze mirovne snage nisu ispunile.
Srpska vojska Krajine je nastavila izvoditi povremene topničke udare na hrvatske gradove i sela uz bojišnicu: ne bilježe se vojne akcija UNPROFOR-a koje bi bile usmjerene na onemogućavanje takvih terorističkih napada kojima su meta uglavnom bili civilni ciljevi.
U mirovnome planu bila je predviđena uspostava mjesne vlasti po načelu proporcionalne zastupljenosti nacionalnih skupina prije rata, ali su u stvarnosti postojeće strukture priznate od UNPROFOR-a kao legalne. Svojim odnosom spram njih mirovni su posrednici kod pobunjeničke vlasti poticali osjećaj sigurnosti i davali im na taj način legalitet.
Mandat za povratak stanovništva zaštitne snage UN-a nisu nikad nigdje provele. Preostali Hrvati koji su ostali na okupiranim područjima na svojim imanjima bili su opljačkani i podvrgavani fizičkom i psihičkom maltretiranju od strane velikosrba. Brojni su Hrvati i smaknuti. Budući da su se u nazočnosti mirovnih snaga osjećale sigurnima, srpske su pobunjeničke vlasti u zaštićenim područjima nastavile s proganjanjem preostalih nesrba, te s pljačkom i uništavanjem imovine nesrpskog stanovništva tog područja (gdje je prije 1991. godine živjelo približno pola Srba, a pola Hrvata i pripadnika drugih narodnosti), kao i uništavanje kulturnih i vjerskih spomenika.
Nikakavo prometovanje hrvatskih civilnih vozila preko dijelova Hrvatske pod okupacijom nije bilo omogućeno; od prometnih teškoća je osobito trpjela Dalmacija.
Mali broj preostalih Hrvata i drugih ne - Srba bio je za vrijeme mandata UNPROFOR-a na okupniranim područjima Hrvatske bio je izložen nasilju, do ubojstava. Tako je primjerice na području Slunja nakon dolaska UNPROFOR-a u proljeće 1992. godine do Operacije Oluja 1995. godine ubijeno 52 civila.
UNPROFOR je s vremenom postao svjestan takve zloporabe svoje prisutnosti, često prosvjedovao i povremeno poduzimao akcije zaštite preostaloga nesrpskog pučanstva, ali su pripadnici UNPROFOR-a uglavnom bili bespomoćni svjedoci nasilja.
UNPROFOR je propustio spriječiti djelovanje srpskih postrojbi koje su s područja Hrvatske često prelazile na područje BiH i ondje provodile borbene akcije u zajedništvu sa snagama bosanskih Srba. Uz to se s područja Hrvatske koje je bilo pod zaštitom UNPROFOR-a izvodilo napade na područje Bihaća u BiH.
Imajući na umu neučinkovitost mirovnih snaga, kao i svjesna činjenice da postojeće stanje ide na ruku pobunjenim Srbima jer podržava rezultate agresije, Hrvatska je u razdoblju 1992-95. svoja stalna diplomatska nastojanja kombinirala s povremenim munjevitim oružanim operacijama na okupiranom području. Već u tijeku svibnja i lipnja 1992. oslobođeno je dubrovačko primorje od Ošlja do Mokošice te Župa dubrovačka. Miljevački plato u zaleđu Šibenika oslobođen je nakon oružane akcije u lipnju 1992. U listopadu 1992. jugoslavenska vojska povukla se iz Konavala na temelju sporazuma hrvatskog i jugoslavenskoga predsjednika, Franje Tuđmana i Dobrice Ćosića, postignutog u rujnu 1992. u Ženevi, a samo na krajnji jugoistočni dio, na poluotok Oštru ili Prevlaku raspoređena je promatračka misija UNMOP (UNMonitors on Prevlaka). U siječnju 1993. hrvatske snage su u Operaciji Maslenica oslobodile zadarsko zaleđe s Masleničkim ždrilom i dijelom Velebita te područje oko brane na Peručkom jezeru kraj Sinja. Ukupno je u svim tim akcijama oslobođeno oko 850 km2 oko 100 naselja, prije agresije uglavnom naseljenih Hrvatima. U rujnu 1993. hrvatske snage potisnule su Srbe iz nekoliko sela u okolici Gospića (tzv.  Medački džep). Sve hrvatske akcije bile su popraćene negodovanjem UNPROFOR-a i ostalih međunarodnih posrednika "zbog uporabe oružja"; međutim se postrojbe UNPROFOR-a nisu otvoreno sukobljavale s hrvatskim snagama - jednako kao što zapravo nisu sprječavale niti agresivana djelovanja srpskih postrojbi.

## Zapovjednici
Zapovjednici UNPROFOR-a bili su:
- Satish Nambiar (Indija) 5. ožujka 1992.[6] - 2. ožujka 1993.[7]
- Lars-Eric Wahlgren (Švedska) 2. ožujka 1993.[7] - lipanj 1993.
- Jean Cot (Francuska) lipanj 1993. - ožujak 1994.
- Bertrand de Sauville de La Presle ožujak 1994. - ožujak 1995.
- Bernard Janvier ožujak 1995. - siječanj 1996.